# Microthamnium russellii
Microthamnium russellii là một loài Rêu trong họ Hypnaceae. Loài này được R.S. Williams mô tả khoa học đầu tiên năm 1930.